# Време раздвојено
Време раздвојено (буг. Време Разделно), роман бугарског писца Антона Дончева, објављен 1964. године. Роман је екранизован 1988. године.

## Историја
Описује фиктивни догађај са марша јањичара из Цариграда, на челу са Фазилом Ахмед-пашом, који је 25. маја 1666. прошао кроз Едирне, Македонију и Тесалију да би се укрцали на бродове у Еубеји да учествују у опсади Кандије (током Кандијског рата).  Дана 25. септембра 1669 Отоманска војска ушла славодобитно у тврђаву Кандија и султан  Мехмед је заплакао од радости.

## Фабула
У једној долини Родопских планина, годину дана пре пада Кандије, три православна села исламизира Караибрахим, исламски рођак који је достигао високу позицију у османском двору. У ствари, све до позних отоманских времена, многи отомански властодршци су пореклом хришћани. Примјери овога су многи, као што је Мехмед-паша Соколовић.
Време је раздвојено јер је ово доба Ера Ћуприлића. Први и једини пут у историји Отоманског царства, син је наследио оца као велики везир. За владе  Фазил Ахмед-паше, Отоманско царство је достигло највећу територијалну експанзију у историји.
Време је раздвојено јер је 1666. посљедњи пут био плаћен данак у крви.
Време је раздвојено јер Османско царство осваја војводство Кандија и оставља Грке без државе.
Време је раздвојено јер означава врхунац отоманске моћи, након чега следи пад.
Време је раздвојено, јер ће насиље у будућности преплавити не само породицу, већ читаво царство.

## Књижевна критика и занимљиве чињенице
Роман Време раздвојено је најпопуларнији роман у Бугарској после романа „Под јармом”.  Истоимени филм је најпопуларнији бугарски филм свих времена. 
Године 1667. завршена је прва „Историја Бугарске”, која је поново откривена у рукопису 2017. године. 